# عمار أحمد
عمار أحمد (بالسويدية: Ammar Ahmed)‏ (3 يوليو 1988 في السويد - ) هو لاعب كرة قدم سويدي في مركز الوسط. لعب مع أتفدابيرجس ونادي أوسترسوند ونادي دلكورد وVärmdö IF ‏ ونادي إسكلستونا.

## وصلات خارجية
- عمار أحمد على موقع اتحاد السويد (السويدية)
- عمار أحمد على موقع قاعدة بيانات كرة القدم.إي يو (الإنجليزية)
- عمار أحمد على موقع Soccerbase.com (لاعب) (الإنجليزية)
- عمار أحمد على موقع Soccerway.com (الإنجليزية)